# Бей-В'ю-Гарденс (Іллінойс)
Бей-В'ю-Гарденс (англ. Bay View Gardens) — селище (англ. village) в США, в окрузі Вудфорд штату Іллінойс. Населення — 354 особи (2020).

## Географія
Бей-В'ю-Гарденс розташований за координатами 40°48′36″ пн. ш. 89°31′24″ зх. д. / 40.81000° пн. ш. 89.52333° зх. д. (40.809938, -89.523394).  За даними Бюро перепису населення США в 2010 році селище мало площу 1,13 км², уся площа — суходіл. В 2017 році площа становила 2,03 км², з яких 1,76 км² — суходіл та 0,26 км² — водойми.

## Демографія
Згідно з переписом 2010 року, у селищі мешкало 378 осіб у 148 домогосподарствах у складі 98 родин. Густота населення становила 336 осіб/км².  Було 157 помешкань (139/км²).
Расовий склад населення:
| - 97,9 % — білих - 0,5 % — корінних американців |

До двох чи більше рас належало 1,3 %. Частка іспаномовних становила 2,4 % від усіх жителів.
За віковим діапазоном населення розподілялося таким чином: 23,5 % — особи молодші 18 років, 65,4 % — особи у віці 18—64 років, 11,1 % — особи у віці 65 років та старші. Медіана віку мешканця становила 37,0 року. На 100 осіб жіночої статі у селищі припадало 105,4 чоловіків;  на 100 жінок у віці від 18 років та старших — 96,6 чоловіків також старших 18 років.
Середній дохід на одне домашнє господарство  становив 45 890 доларів США (медіана — 41 042), а середній дохід на одну сім'ю — 51 918 доларів (медіана — 46 667). Медіана доходів становила 41 042 долари для чоловіків та 26 875 доларів для жінок. За межею бідності перебувало 26,2 % осіб, у тому числі 42,0 % дітей у віці до 18 років та 21,2 % осіб у віці 65 років та старших.
Цивільне працевлаштоване населення становило 155 осіб. Основні галузі зайнятості: освіта, охорона здоров'я та соціальна допомога — 18,7 %, виробництво — 15,5 %, роздрібна торгівля — 13,5 %, науковці, спеціалісти, менеджери — 12,9 %.